# Faro Bahía Gregg
El Faro Bahía Gregg pertenece a la red de faros de Chile. Se ubica en la Región de Magallanes.